# 鳥取県道238号古長杉下線
鳥取県道238号古長杉下線（とっとりけんどう238ごう ふるながすぎしたせん）は、鳥取県東伯郡琴浦町を通る一般県道である。

## 概要
東伯郡琴浦町大字古長から東伯郡琴浦町大字杉下に至る。

### 路線データ
- 起点：東伯郡琴浦町大字古長（鳥取県道44号東伯野添線交点）
- 終点：東伯郡琴浦町大字杉下（鳥取県道50号東伯関金線交点）
- 総延長：6.6 km

## 地理

### 通過する自治体
- 東伯郡琴浦町

### 交差する道路
| 交差する道路                                                          | 交差する場所 | 交差する場所 |
| --------------------------------------------------------------------- | ------------ | ------------ |
| 鳥取県道44号東伯野添線                                                | 大字古長     | 起点         |
| 鳥取県道203号法万大栄線                                               | 大字法万     |              |
| 鳥取県道50号東伯関金線 鳥取県道204号福永由良線 重複 中部広域農道 重複 | 大字杉下     | 終点         |

### 沿線
- 伯耆の大シイ